# اوشن زو
اوشن ژو ژوان (زاده ۴ آوریل ۱۹۸۷) یک مدل چینی، ملکه زیبایی سابق، و بازیگر ساکن هنگ کنگ است. او در سال ۲۰۰۹ به تی‌وی‌بی پیوست و در سال ۲۰۱۵ آن را ترک کرد تا شغلی را در سرزمین اصلی چین پیدا کند.
اوشن در پکن به دنیا آمد و بزرگ شد. او که بزرگ شد به هنرهای نمایشی علاقه داشت و آرزو داشت در فرانسه تحصیل کند. پدر و مادرش هر دو در ارتش چین هستند و در هفده سالگی، والدینش به او این امکان را دادند که به ارتش بپیوندد یا در خارج از کشور تحصیل کند. او تصمیم گرفت رویاهای خود را دنبال کند. او سرانجام به پاریس نقل مکان کرد و بازیگری را در کور فلوران (یک مدرسه خصوصی نمایشنامه فرانسوی) خواند تا هنر خود را تقویت کند و در سال ۲۰۱۰ فارغ‌التحصیل شد و باعث شد به زبان‌های ماندارین و فرانسوی مسلط باشد.